# Heliodoro de Emesa
Heliodoro de Emesa (em grego antigo Ἡλιόδωρος ὁ Ἐμεσηνός; em latim Heliodorus Emesenus) foi um escritor grego de romances, cuja obra mais famosa é conhecida como As Etiópicas ("História Etíope").
Nascido em Emesa, atual cidade de Homs na província romana da Síria, floresceu durante o período dos imperadores Teodósio e Arcádio, no final do século IV. Ele se tornou bispo de Tricca, na Tessália.
De acordo com Jorge Cedreno, Heliodoro foi o autor de um poema sobre Alquimia, Sobre a ciência oculta dos alquimistas, em 169 versos, porém a autoria deste poema é incerta.
Sua obra mais conhecida, a Aethiopica, narra as aventuras de Teágenes e Caricleia, esta última uma filha do rei da Etiópia. Esta obra contém dez livros. O romance foi esquecido no Ocidente, até ser trazido durante o saque da biblioteca de Matthias Corvinus em Buda, em 1526, e ser vendido para Vincent Obsopaeus, que o publicou em Basle, em 1534.
Villermain, percebendo neste romance sinais de pureza moral, em contraste com a licensiosidade dos escritos gregos, supõe que Heliodoro deveria, pelo menos, ter sido iniciado no Cristianismo. Corey reconhece, no texto, expressões familiares aos escritores eclesiásticos.
O ambiente do livro não aponta para nenhuma época específica da História: o Egito não é nem o antigo Egito, o Egito Ptolemaico ou o Egito romano; Atenas não é nem a Atenas livre, nem a Atenas conquistada.
Na História Eclesiástica de Nicéforo Calisto, conta-se que depois que alguns jovens caíram em perigo após lerem certos romances, foi ordenado que todos os romances fossem queimados. Heliodoro, ao rejeitar esta ideia, perdeu seu título de bispo. De acordo com Bayle, esta história é uma fábula.